# Cuevas de Provanco
Cuevas de Provanco – gmina w Hiszpanii, w prowincji Segowia, w Kastylii i León, o powierzchni 38,44 km². W 2011 roku gmina liczyła 151 mieszkańców.